# Пінон міндорський
Пі́нон міндорський (Ducula mindorensis) — вид голубоподібних птахів родини голубових (Columbidae). Ендемік Філіппін.

## Опис

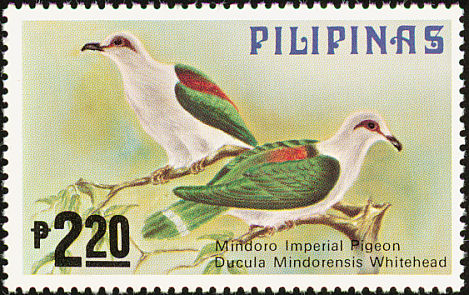
Міндорські пінони

Довжина птаха становить 42-50 см, довжина крил становить 24 см, довжина хвоста 15-17 см. Лоб, обличчя і горло рожевувато-сірі, решта голови, горло і нижня частина тіла сизі, живіт і гузка темно-сизі. Задня частина шиї і спина бронзово-червоні, нижня частина спини, надхвістя і крила зелені. Внутрішня частина крил бронзово-червона, махові пера і хвіст чорнувато-зелені, на хвості сіра смуга. Райдужки жовті, дзьоб чорний, лапи рожевувато-червоні.

## Поширення і екологія
Міндорські пінони є ендеміками острова Міндоро Вони живуть у вологих гірських і рівнинних тропічних лісах. Зустрічаються поодинці або парами, на висоті від 700 до 1830 м над рівнем моря. Живляться плодами.

## Збереження
МСОП класифікує цей вид як такий, що перебуває під загрозою зникнення. За оцінками дослідників. популяція міндорських пінонів становить від 1000 до 2500 птахів. Їм загрожує знищення природного середовища і полювання.